# 唐朝开国战争
唐朝開國戰爭，是唐朝建立后，消滅隋朝末年在中原各地建立的武装割據政權的戰爭。

## 过程
主要包括秦王李世民率军平定薛举·薛仁杲（薛仁果）父子（618年）、刘武周·宋金刚（619年－620年）、王世充（620年－621年）、窦建德（621年）、刘黑闼（621年－622年）的战争，与赵郡王李孝恭、李靖平定萧铣（621年）、辅公祏（623年－624年）的战争，吴王杜伏威平定李子通（620年－621年）、林士弘（621年－622年）的战争，太子李建成平定刘黑闼（622年－623年）的战争。
至624年消灭高开道、辅公祏后唐朝基本统一中原。628年，柴绍率军消灭依附突厥的梁师都，唐朝统一战争最终结束。

## 关联条目
- 隋与高句丽的战争
- 隋末民变